# Pepsi Cola (Radsportteam, 1969)
Pepsi Cola war ein spanisches Radsportteam, das nur 1969 bestand. Nicht zu verwechseln mit dem Team Pepsi Cola-Alba Cucine oder Pepsi Cola (Radsportteam, 1965–1968).

## Geschichte
Das Team wurde 1969 gegründet. Neben den Siegen wurde Platz 2 bei der Aragon-Rundfahrt, Platz 3 bei der Andalusien-Rundfahrt, vierte Plätze bei der Tour de l’Avenir und der Vuelta a Espana, Platz 5 bei Barcelona–Andorra  sowie Platz 6 bei der Setmana Catalana de Ciclisme erreicht. Nach der Saison 1969 löste sich das Team auf.
Hauptsponsor war PepsiCo mit ihrem Markenname.

## Erfolge
1969
- zwei Etappen Vuelta a España
- eine Etappe Valencia-Rundfahrt
- Prueba Villafranca de Ordizia
- Klasika Primavera de Amorebieta
- Spanischer Meister – Straßenrennen

## Grand-Tour-Platzierungen
| Grand Tour            | 1969 |
| --------------------- | ---- |
| Vuelta a EspañaVuelta | 4    |

## Bekannte Fahrer
- Ramón Sáez Marzo (1969)
- José Manuel Lasa (1969)
- Miguel María Lasa (1969)